# Capillariidae
Capillaires
Famille
Les Capillariidae forment une famille de nématodes —  vers non segmentés, recouverts d'une épaisse cuticule et menant une vie libre ou parasitaire — créée par le zoologiste français Alcide Railliet en 1915. Ces vers sont parfois appelés « capillaires » en français, et parasitent le système digestif de nombreux groupes de vertébrés. Le genre type de la famille est Capillaria, mais les taxonomistes ont créé de nombreux autres genres pour classer les Capillariidae. La systématique de ce groupe a connu de nombreux changements, mais près d'une vingtaine de genres sont actuellement reconnus, regroupant 400 espèces environ.

## Biologie

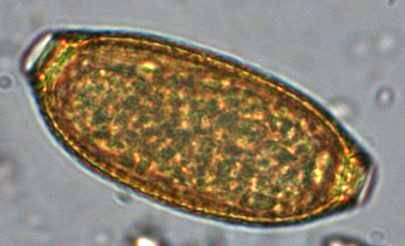
Œuf d'un Capillariidae.

Toutes les espèces de Capillariidae sont parasites de vertébrés au stade adulte. Le cycle biologique fait parfois appel à un invertébré. Les Capillariidae sont des nématodes particulièrement fins et allongés, d'où leur nom qui fait référence à la finesse d'un cheveu. Les sexes sont séparés, les femelles sont généralement plus grandes que les mâles. Les œufs ont des bouchons polaires, une caractéristique retrouvée chez d'autres membres des Trichocephalida, tels Trichinella ou Huffmanela. Le terme capillariose est généralement utilisé en médecine pour qualifier une maladie parasitaire produite par une espèce de nématode appartenant à la famille Capillariidae, quel que soit le genre (même si ce n'est pas Capillaria).

## Taxinomie
La famille est décrite par le zoologiste français Alcide Railliet en 1915, pour le genre type Capillaria, décrit par le zoologiste allemand Johann Georg Heinrich Zeder en 1895. Rapidement, les descriptions de nouveaux genres apparentés s'accumulent, comme celles du naturaliste français Félix Dujardin en 1845. L'étude des Capillariidae est particulièrement difficile du fait de leur petite taille et de leur morphologie relativement homogène ; de ce fait, la taxonomie des Capillariidae a souvent été modifiée. Beaucoup de ces genres sont décrits selon des critères morphologiques inappropriés, tant et si bien que la littérature scientifique traite tous les capillaires dans un genre unique à l'acception large, Capillaria, jusqu'aux années 1980. Dans la littérature médicale moderne, ce genre Capillaria est parfois toujours utilisé pour les espèces qui ont été transférées dans d'autres genres de Capillariidae. La diagnose originale de la famille est amendée en 1987 par les parasitologistes V. V. Lomakin et Boris V. Romashov qui proposent également un découpage en trois sous-familles (Capillariinae, Baruscapillariinae et Skrjabinocapillariinae).
En 1982, le parasitologiste tchèque František Moravec propose une révision de la famille, et place plusieurs genres en synonymie avec d'autres pour n'en retenir que quatorze :
| - Aonchotheca López-Neyra, 1947 - Baruscapillaria Moravec, 1982 - Calodium Dujardin, 1845 - Capillaria Zeder, 1800 - Capillostrongyloides Freitas & Lent, 1935 - Echinocoleus López-Neyra, 1947 - Eucoleus Dujardin, 1845 | - Freitascapillaria Moravec, 1982 - Liniscus Dujardin, 1845 - Paracapillaria Mendonça, 1963 - Pearsonema Freitas & Mendonça, 1960 - Pseudocapillaria Freitas, 1959 - Pseudocapillaria (Pseudocapillaria) Freitas, 1959 - Pseudocapillaria (Ichthyocapillaria) Moravec, 1982 | - Pterothominx Freitas, 1959 - Schulmanela Ivashkin, 1964 - Schulmanela (Schulmanela) Ivashkin, 1964 - Schulmanela (Piscicapillaria) Moravec, 1982 - Schulmanela (Amphibiocapillaria) Moravec, 1982 |

Le statut des genres Gessyella Freitas, 1959 et Skrjabinocapillaria Skarbilovitch, 1946 n'est alors pas élucidé, mais Ritaklossia Freitas, 1959 est fait synonyme d'Eucoleus, Armocapillaria Gagarin & Nazarova, 1966 de Pterothominx et Hepaticola Hall, 1916 de Calodium. Les genres sont principalement distingués par des caractères de l'extrémité caudale des mâles, du stichosome et des bandes bacillaires, et ce découpage constitue une bonne base aux études suivantes portant sur l'arrangement des genres dans la famille des Capillariidae. En 1991, Moravec et Vlastimil Baruš amendant le statut d'Armocapillaria Gagarin & Nazarova, 1966, qui n'est plus synonyme de Pterothominx mais sous-genre d'Aonchotheca. En 2001, František Moravec révise à nouveau la famille, et Armocapillaria n'est alors plus reconnu comme valide.
Moravec reconnaît  vingt-deux genres en 2001 et ajoute un nouveau genre en 2017, donc un total de vingt-trois :
| - Amphibiocapillaria Moravec, 1982 - Aonchotheca López-Neyra, 1947 - Aonchotheca (Aonchotheca) López-Neyra, 1947 - Aonchotheca (Avesaonchotheca) Baruš & Sergeeva, 1990 - Baruscapillaria Moravec, 1982 - Calodium Dujardin, 1845 - Capillaria Zeder, 1800 - Capillaria (Capillaria) Zeder, 1800 - Capillaria (Capillaroides) Moravec, 1987 - Capillaria (Hepatocapillaria) Moravec, 1987 - Capillaria (Neocapillaria) Moravec, 1987 - Capillaria (Procapillaria) Moravec, 1987 - Capillaria (Tridentocapillaria) Baruš & Sergeeva, 1990 | - Capillostrongyloides Freitas & Lent, 1935 - Crocodylocapillaria Moravec & Spratt, 1998 - Echinocoleus López-Neyra, 1947 - Eucoleus Dujardin, 1845 - Freitascapillaria Moravec, 1982 - Gessyella Freitas, 1959 - Lobocapillaria Moravec & Beveridge, 2017 - Liniscus Dujardin, 1845 - Paracapillaria Mendonça, 1963 - Paracapillaria (Crossicapillaria) Moravec, 2001 - Paracapillaria (Ophidiocapillaria) Moravec, 1986 - Paracapillaria (Paracapillaria) Mendonça, 1963 - Paracapillaroides Moravec, Salgado-Maldonado & Caspeta-Mandujano, 1999 - Paratrichosoma Ashfold & Muller, 1978 - Pearsonema Freitas & Mendonça, 1960 | - Piscicapillaria Moravec, 1982 - Piscicapillaria (Lomakinela) Moravec, 1987 - Piscicapillaria (Piscicapillaria) Moravec, 1982 - Pseudocapillaria Freitas, 1959 - Pseudocapillaria (Discocapillaria) De & Maity, 1996 - Pseudocapillaria (Ichthyocapillaria) Moravec, 1982 - Pseudocapillaria (Indocapillaria) De & Maity, 1995 - Pseudocapillaria (Pseudocapillaria) Freitas, 1959 - Pseudocapillaroides Moravec & Cosgrove, 1982 - Pterothominx Freitas, 1959 - Schulmanela Ivaskin, 1964 - Tenoranema Mas-Coma & Esteban, 1985 |

Selon la révision de M. Hodda de 2011, la famille inclut 390 espèces regroupées en dix-huit genres. D'après le Biology Catalog proposé par Joel K. Hallan en 2008, les dix-huit genres suivants sont reconnus :
| - Aonchotheca López-Neyra, 1947 - Aonchotheca (Aonchotheca) López-Neyra, 1947 - Aonchotheca (Armocapillaria) Gagarin & Nazarova, 1966 - Baruscapillaria Moravec, 1982 - Capillaria Zeder, 1800 - Capillaria (Capillaria) Zeder, 1800 - Capillaria (Capillaroides) Moravec, 1987 - Capillaria (Hepatocapillaria) Moravec, 1987 - Capillaria (Neocapillaria) Moravec, 1987 - Capillaria (Procapillaria) Moravec, 1987 - Chondronema Christie & Chitwood, 1931 - Crocodylocapillaria Moravec & Spratt, 1998 - Eucoleus Dujardin, 1845 | - Freitascapillaria Moravec, 1982 - Gessyella Freitas, 1959 - Indocapillaria De & Maity, 1995 - Nematoideum Diesing, 1851 - Ornithocapillaria Baruš & Sergeeva, 1990 - Paracapillaria Mendonça, 1963 - Paracapillaria (Crossicapillaria) Moravec, 2001 - Paracapillaria (Ophidiocapillaria) Moravec, 1986 - Paracapillaria (Paracapillaria) Mendonça, 1963 - Paracapillaroides Moravec, Salgado-Maldonado & Caspeta-Mandujano, 1999 - Piscicapillaria Moravec, 1982 - Piscicapillaria (Lomakinela) Moravec, 1987 - Piscicapillaria (Piscicapillaria) Moravec, 1982 | - Pseudocapillaria Freitas, 1959 - Pseudocapillaria (Discocapillaria) De & Maity, 1996 - Pseudocapillaria (Ichthyocapillaria) Moravec, 1982 - Pseudocapillaria (Pseudocapillaria) Freitas, 1959 - Pterothominx Freitas, 1959 - Pterothominx (Avesaonchotheca) Baruš & Sergeeva, 1990 - Pterothominx (Pterothominx) Freitas, 1959 - Schulmanela Ivaskin, 1964 - Tridentocapillaria Baruš & Sergeeva, 1990 |

## Quelques espèces

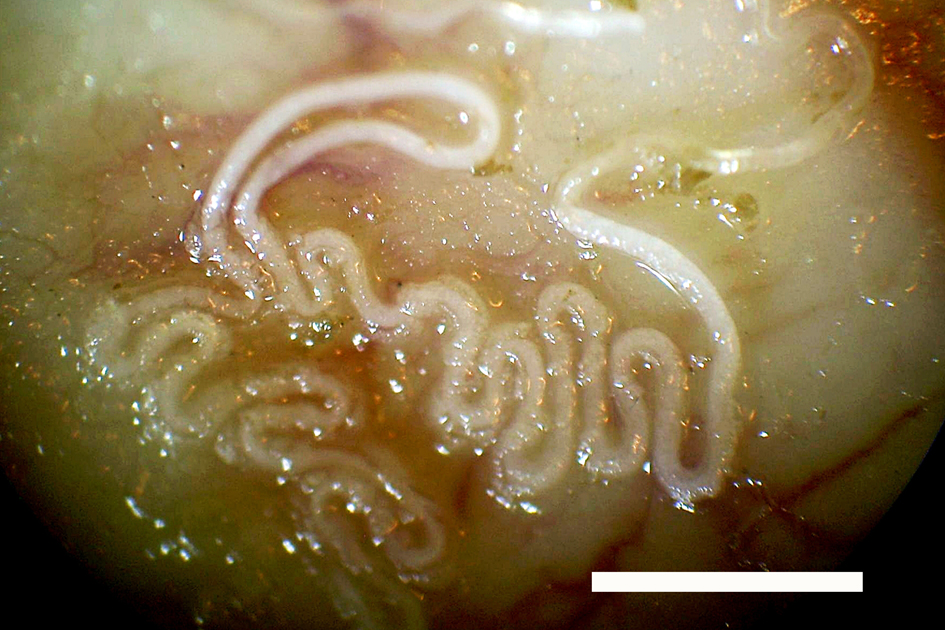
Eucoleus aerophilus dans la trachée d'un renard. La barre fait 1 mm.

- Eucoleus aerophilus (syn. Capillaria aerophila) agent de la capillariose pulmonaire des mammifères (rarement homme)
- Pearsonema plica (syn. Capillaria plica) agent de la capillariose urinaire des mammifères
- Calodium hepaticum (syn. Capillaria hepatica) agent de la capillariose hépatique des mammifères (rarement homme)
- Aonchotheca philippinensis (syn. Capillaria philippinensis) agent de la capillariose intestinale de l'homme
- Capillaria plectropomi, parasite du poisson marin Plectropomus leopardus en Nouvelle-Calédonie
- Gessyella latridopsis, parasite de poissons marins